# Fazekas-Zur Krisztina
Fazekas-Zur Krisztina (Budapest, 1980. augusztus 1. –) kétszeres olimpiai bajnok,  világbajnok magyar kajakozó.

## Pályafutása
1990-ben kezdett kajakozni a BSE színeiben. 1997-ben az UTE-ba igazolt. Ebben az évben az ifjúsági Európa-bajnokságon aranyérmes lett K4 500 méteren. 1999-ben egy ezüst- és egy bronzérmet nyert az országos bajnokságon. 2000-ben aranyérmes volt az U23-as Eb-n. 2001-ben az MTK-ba igazolt. Az ob-n már kék-fehér színekben szerezte első felnőtt bajnoki címét. Az Európa-bajnokságon K4 200 méteren (Dékány, Viski, Bóta) arany-, K2 1000 méteren (Szabó Ágnes) bronzérmes volt. A vb-n a négyessel újra első, a párosban hetedik volt. A következő évben Rasztótzky Eszterrel párban újra U23-as Európa-bajnok volt.
2003-ban ismét világbajnok volt. Ezúttal K4 1000 méteren nem talált legyőzőre. 2004-ben nem tudott bekerülni az olimpiai csapatba. 2005-ben az Európa-bajnokságon második volt K4 200 méteren. Novembertől Sztaics István helyett Fábiánné Rozsnyói Katalin vette át az edzései irányítását. A következő évben K4 500 méteren lett világ- és Európa-bajnok. 2007-ben K4 1000 méteren szerezte meg az aranyérmet mindkét világversenyen. Emellett két-két ezüstérmet ért el. 2008-ban az Eb-n két arany- (K4 200, K4 1000) és egy-egy ezüst- (K4 500) és bronzérmet (K2 200, Patyi Melinda) nyert. Az olimpiára nem került ki.
2009-ben K4 200 méteren védte meg Európa-bajnoki címét. A vb-n két ezüstéremmel lett gazdagabb. 2010-ben összeházasodott Rami Zur amerikai kajakozóval és az Egyesült Államokban telepedett le. Az edzéseit Zur irányította tovább. 2011-ben amerikai színekben tűnt fel a szegedi vb-n, ahol második lett K1 1000 méteren. Mivel az amerikai honosítása az ötkarikás játékokig nem jött volna létre, így az olimpián csak magyar színekben tudott indulni. 2012-ben a Győri Graboplasthoz igazolt. A válogatók után bekerült a magyar K4-es csapatba, mellyel az Eb-n harmadik volt, majd augusztusban az olimpián 500 méteren a négyes tagjaként aranyérmet nyert.
A 2013-as Európa-bajnokságra nem tudott a csapatba kerülni. A 2013-as gyorsasági kajak-kenu világbajnokságon a váltóban (Dusev-Janics, Kozák, Vad), K4 500 méteren (Kozák, Szabó, Vad) és K2 1000 méteren (Szabó) is aranyérmes lett. 2013 decemberében bejelentette, hogy gyermeket vár. A 2015-ös gyorsasági kajak-kenu világbajnokságon K4 500 méteren (Szabó, Kozák, Kárász) lett második. A 2016-os gyorsasági kajak-kenu Európa-bajnokságon K4 500 méteren (Szabó, Kozák, Csipes) szerzett első helyezést. A 2016-os riói olimpián a Szabó Gabriella, Kozák Danuta, Fazekas-Zur Krisztina, Csipes Tamara összetételű kajak négyes csapat tagjaként 500 méteren olimpiai bajnoki címet nyert.
2017-ben beválasztották a Nemzetközi Kajak-kenu szövetség sportolói bizottságába. 2017 novemberében bejelentette, hogy ismét gyermeket vár, ezért a 2018-as szezont kihagyja. Egyúttal jelezte indulási szándékát a tokiói olimpián. 2018 júniusában megszületett a második fia.
2022 márciusában bejelentette a visszavonulását.

## Díjai, elismerései
- Pilisvörösvárért emlékérem (2006)
- Pilisvörösvár Város Díszpolgára (2012)[7]
- Pilisvörösvár Jubileumi Emlékérme (2012)
- A Magyar Érdemrend tisztikeresztje (2012)
- A magyar kajaksport örökös bajnoka (2012)[8]
- Az év magyar csapata választás második helyezettje (női kajak négyes) (2012)
- A Magyar Érdemrend középkeresztje (2016)[9]